# Décès en 1081
Décès
- 1077
- 1078
- 1079
- 1080
- 1081
- 1082
- 1083
- 1084
- 1085

Cette page dresse une liste de personnalités mortes au cours de l'année 1081 :
- 22 mars : Boleslas II le Généreux, roi de Pologne (° 1039).
- avril : Abagelard de Hauteville, noble italien.
- 12 juin ou en 1086 : Bernard de Menthon, archidiacre d'Aoste, fondateur de l'hospice du Grand-Saint-Bernard.
- 27 août : Eusèbe Brunon, évêque d'Angers.
- 26 septembre : Éven, cardinal français.
- 15 octobre : Hugues III de Meulan, comte de Meulan.
- 18 octobre : 
  - Constance Doukas, co-empereur byzantin.
  - Nicéphore Paléologue, général byzantin.
- 10 décembre : Nicéphore III Botaniatès, empereur byzantin.

- Adam de Brême, auteur d’une Histoire de l’archevêché de Hambourg et de Brême (mort vers 1081-1085).
- Caradog ap Gruffydd, prince du Gwent dans le sud-est du pays de Galles.
- Gérard II de Juliers, comte dans le pays de Juliers.
- Hugues de Dampierre, Malguin, prélat français.
- Pierre II de Trani, baron italo-normand.
- Thierry de Luxembourg, 47e évêque de Metz.
- Trahaearn ap Caradog, roi de Gwynedd.

date incertaine (vers 1081)
- Artaud Ier de Pallars Sobirà, comte de Pallars Sobirà.
- Boleslas II de Pologne, duc puis roi de Pologne.

## Crédit d'auteurs
- Cet article est partiellement ou en totalité issu de l'article intitulé « 1081 » (voir la liste des auteurs).